# Beef
Beef bedeutet im Hip-Hop-Jargon eine aggressive Auseinandersetzung zwischen zwei Rappern, oft auch unterstützt durch andere Künstler ihres Plattenlabels, die offen über die Medien und im Speziellen über die Musikveröffentlichungen der beiden Parteien ausgetragen wird.
Obwohl sich Beefs meist auf das rein verbale gegenseitige Beleidigen (Dissen) beschränken, eskalieren sie mitunter auch in tatsächlichen körperlichen Übergriffen. Der bekannteste Beef der Hip-Hop-Geschichte war der East-Coast-gegen-West-Coast-Konflikt in den 1990er Jahren. Die ungeklärten Drive-by-Morde an den beiden verfeindeten Rappern 2Pac und The Notorious B.I.G. waren möglicherweise direkte Resultate dieses Beefs.
Beefs sind in der Hip-Hop-Kultur relativ häufig, aber umstritten. Manche sehen darin eine schlechte Vorbildfunktion für jüngere Hörer und warnen vor eventuellen Eskalationen. Der verbale Kampf (Battle-Rap) stellt einen elementaren Bestandteil der Hip-Hop-Kultur dar, der die Beteiligten nicht selten zu musikalischen Höchstleistungen treibt. Zweifellos steigert ein Beef aber die Verkaufszahlen der Alben und Mixtapes beider Kontrahenten und ist somit auch eine wirksame Marketingstrategie. So steigerte der Beef zwischen Bushido und Sido das Medieninteresse an den Plattenlabels Aggro Berlin und Ersguterjunge und damit höchstwahrscheinlich auch deren Verkaufszahlen. Dabei fällt auf, dass kommerziell erfolgreiche Rapper wie Bushido, Sido oder Fler langjährige Fehden auch für eine kurze Zeit beilegen und Allianzen gegen Dritte schmieden können.